# Баменда
Баменда (также известен как Абаква и Манкон) (англ. Bamenda, фр. Bamenda) — город в Камеруне, административный центр Северо-Западного региона и департамента Мезам. Население — 269 тыс. чел. (2005). Город расположен в 366 км к северо-западу от столицы Камеруна, города Яунде и известен своим прохладным климатом, холмистой местностью и живописным положением.
Как и в любом центре региона, в Баменде расположено множество рынков, банков и офисов. Основой промышленности является переработка сельскохозяйственной продукции, главным образом кофе.
В Баменде расположено несколько культурных объектов, таких как дворец Манкон, с недавно построенным музеем, а также дворец Бали, на территории которого имеются древние архитектурные сооружения.

## Климат
| Показатель                    | Янв. | Фев. | Март  | Апр.  | Май   | Июнь  | Июль  | Авг.  | Сен.  | Окт.  | Нояб. | Дек. | Год    |
| ----------------------------- | ---- | ---- | ----- | ----- | ----- | ----- | ----- | ----- | ----- | ----- | ----- | ---- | ------ |
| Средний суточный максимум, °C | 25,9 | 26,8 | 26,3  | 25,6  | 24,8  | 23,9  | 22,1  | 22,1  | 23,9  | 23,4  | 24,2  | 25,5 | 24,5   |
| Средняя температура, °C       | 19,6 | 20,6 | 21,4  | 21,1  | 20,8  | 19,9  | 19,8  | 18,8  | 19,7  | 19,6  | 19,4  | 19,3 | 19,9   |
| Средний суточный минимум, °C  | 13,2 | 14,5 | 16,4  | 16,7  | 16,7  | 16,0  | 15,4  | 15,5  | 15,5  | 15,8  | 14,7  | 13,1 | 15,3   |
| Норма осадков, мм             | 11,6 | 29,2 | 118,9 | 179,1 | 175,3 | 266,7 | 410,0 | 411,9 | 389,7 | 227,8 | 31,6  | 9,1  | 2260,1 |
| Источник:                     |      |      |       |       |       |       |       |       |       |       |       |      |        |